# Kennet Lindgren
Kennet Lennart Lindgren, född 1937 i Västervik, är en svensk målare.
Lindgren är som konstnär autodidakt. Han debuterade med en separatutställning 1979 och har därefter genomfört ett stort antal separatutställningar. Han har medverkat i samlingsutställningar på bland annat Gallerie Adolfsson i Stockholm, Nässjösalongen, Vårgårda konstnärsgård och på Galleri Kungsgården. Hans konst består huvudsakligen av akvareller med djur och naturmotiv. Lindgren är representerad vid Västervik kulturnämnd, Sparbanken i Västervik, Länsförsäkringar i Västervik, Linköpings kommun, Jönköpings kommun, Gnosjö kommun, Norrköpings kommun, Värnamo kommun och Föreningsbanken i Stockholm. 